# Justs Sirmais
Justs Sirmais, conosciuto anche semplicemente come Justs (Ķekava, 6 febbraio 1995), è un cantante lettone. Nel 2016 Justs ha partecipato alla seconda edizione del talent show Supernova, il cui vincitore avrebbe di diritto rappresentato la Lettonia all'Eurovision Song Contest 2016. La sua canzone, Heartbeat, scritta dalla vincitrice dell'edizione precedente Aminata Savadogo, ha superato le semifinali e ha ottenuto il maggior numero di voti dal pubblico nella finale del 28 febbraio, ottenendo la vittoria e la possibilità di cantare sul palco dell'Eurovision a Stoccolma.

## Discografia

### EP
- 2016 - To Be Heard

### Singoli
- 2016 - Heartbeat
- 2016 - Have It All
- 2017 - Message to You